# Guadua angustifolia
Guadua angustifolia é uma espécie de  de bambu encontrada nas Américas Central e do Sul.